# Trepigget hundestejle
Den trepiggede hundestejle (Gasterosteus aculeatus) er en 4-11 centimeter lang pigfinnefisk, der er udbredt over store dele af den nordlige halvkugle. Den forekommer på lavt vand med frodig vegetation og optræder uden for yngletiden ofte i stimer. I Danmark er den en af de almindeligst forekommende fisk, både langs kysterne og i mindre søer. Den lever af små krebsdyr, fiskeyngel og insektlarver og kan i ferskvand gøre skade ved at æde rogn og yngel af ørred.

## Forekomst
Hundestejlen kan både leve i saltvand og ferskvand. Der forekommer to former. Den ene form lever i lukkede søer, smådamme og grøfter uden adgang til havet. Den anden form er en vandreform og lever i havet om vinteren, mens den om foråret trækker op i ferskvand for at yngle. Størst er saltvandsformen, som findes ved alle Europas kyster samt i det nordlige Stillehav og i det vestlige Atlanterhav mod nord til Sydgrønland. Den kan blive op til 11 centimeter lang i saltvand, mens den i ferskvand eller brakvand kun når en længde af 5-8 centimeter.

## Udseende
Den trepiggede hundestejle har normalt tre kraftige, frie pigstråler på ryggen. Den kan dog trods navnet have helt op til fem pigge. Over ryg og sider findes et mere eller mindre tæt panser af benplader. Farverne skifter med årstiden. Om vinteren er rygsiden blågrøn med sølvskinnende sider. I yngletiden bliver ryggen brunlig med mørke tværbånd, mens siderne har et messingskær. Desuden får hannen i denne tid blodrøde farver på bugen og undersiden af hovedet.
Den trepiggede hundestejle kan ligne den nipiggede hundestejle, der dog har 7-12 frie pigstråler foran rygfinnen, er slankere og ofte kun bliver 5-6 centimeter lang. Huden er desuden nøgen uden benplader, bortset fra på halestilken, og i yngletiden er hannen sort på brystet.

## Formering og yngelpleje
I maj anlægger hannen sin yngledragt og udvælger sig et mindre område, et yngleterritorium, som den ivrigt forsvarer mod indtrængende. Her bygger den på bunden en rede af løse plantedele og trådalger. Reden er op til 10 centimeter i diameter med et indgangshul, der peger skråt opad. Hvis en gydemoden hun kommer forbi, lokkes den hen til reden under udfoldelse af meget kurmageri. Den gydemodne hun har opspilet bug på grund af rognen. Modelforsøg har vist, at det netop er den runde bug, der fremkalder hannens interesse. Omvendt er det hannens røde farve på bugen, der virker ophidsende på hunnen.
Hvis kurmageriet lykkes, svømmer hunnen ind i reden, hvor den gyder sine 100-400 æg. Derefter gyder hannen sin sæd over æggene, og hunnen forlader området. Hannen får eventuelt flere hunner til at gyde æg i reden, så den kan indeholde op til 1.000 æg. Hannen holder vagt ved reden og tilvifter frisk vand over æggene med brystfinnerne. Uden hannens aktive yngelpleje ville æggene dø af iltmangel. Efter klækning forbliver ungerne i reden i en uges tid, mens de tærer på indholdet i blommesækken. Herefter spreder de sig i de øvre vandlag, hvor de lever af mikroskopiske planktonorganismer. Ud på sommeren trækker vandreformens yngel ud til havet, hvor de samler sig i store stimer langs kysten. Om efteråret er de næsten fuldvoksne. De bliver kønsmodne det efterfølgende forår.

## Naturlige fjender
Mange fisk undgår at æde den trepiggede hundestejle på grund af piggene, hvilket er en af årsagerne til, at den er så talrig. Den trepiggede hundestejle kan ved fare rejse sine pigge op, og på grund af særlige spærreled kan de kun lægges ned, når fisken selv ønsker det. Derfor lærer mange rovfisk at undgå den trepiggede hundestejle. Dog er ål og torsk tilsyneladende i stand til at lægge piggene ned under synkningen, idet de æder store mængder hundestejler. Også laks og havørred tager undertiden hundestejler. Desuden fisker måger og terner mange hundestejler.